# Octopussy - Operazione piovra
Octopussy - Operazione piovra (Octopussy) è un film del 1983, diretto da John Glen. È il tredicesimo film della saga di James Bond, il sesto e penultimo interpretato da Roger Moore.

## Trama
James Bond, reduce da una missione a Cuba, dov'è riuscito a sfuggire, a bordo di un mini-jet Bede BD-5, a un missile terra-aria e a distruggere un'intera guarnigione militare di Fidel Castro, è incaricato d'indagare sulla scomparsa del collega 009, ucciso da due gemelli lanciatori di coltelli, mentre rientrava dalla cortina di ferro, dove stava indagando su un traffico di gioielli falsi. Prima di morire, 009 era riuscito a far pervenire un uovo Fabergé in smalto e diamanti all'ambasciata inglese.
L'uovo risulta poi essere anch'esso un falso, mentre quello vero è in vendita all'asta di Sotheby's, alla quale partecipa pure 007 che riesce, rilanciando, a far lievitare spropositatamente il prezzo e a scambiare furtivamente il falso in suo possesso con quello vero.
L'asta è vinta da un certo Kamal Khan, un principe afgano in esilio, che vive nel lusso a Udaipur in India, e ha ai suoi ordini una serie di singolari servitori: un maggiordomo forzuto e raffinato (Gobinda), i due lanciatori di coltelli sopracitati e vari killer fra i quali uno con un'inedita arma a yo-yo munita di una lama rotante.
Bond, su incarico di M, segue il suo antagonista in India e scopre che dietro il traffico di gioielli si cela la bella "Octopussy", un'affascinante avventuriera che possiede un circo e vive su un'isola, circondata da uno stuolo di donne guerriere.
La donna risulta essere figlia di Dexter Smythe, un ex agente inglese, suicidatosi molti anni prima con un polpo velenoso (octopus), perché sospettato a ragione da Bond di contrabbando con i paesi "oltrecortina" durante la guerra fredda. Octopussy però non intende vendicarsi di Bond, perché sa che 007 trattò con umanità suo padre, anzi lo ringrazia per avergli dato, sia pur involontariamente, il tempo di suicidarsi anziché subire il disonore di finire davanti alla corte marziale.
Catturato da Kamal, cui aveva "rifilato" in asta il falso Fabergé, Bond scopre che il traffico di diamanti è usato dal suo avversario, in combutta con il fanatico generale russo Orlov, per finanziare l'invasione sovietica dell'Occidente contando sul pacifismo unilaterale delle sinistre europee filo-sovietiche, con lo scopo di creare un incidente fra le due "superpotenze".
Riuscito a fuggire avvolto in un sudario dal castello di Kamal, Bond raggiunge la Germania Est dove scopre che, all'insaputa di Octopussy, nel treno circense di quest'ultima, Orlov e Kamal hanno nascosto una bomba atomica programmata per esplodere presso una base americana in Germania Ovest, dove si svolgerà lo spettacolo successivo, in modo da attribuirne le cause agli USA per cattiva gestione dell'arsenale presente nella base.
Lo scopo ultimo è quello di permettere l'invasione sovietica dell'Europa occidentale, fidando nel disarmo unilaterale della Germania Ovest e degli altri paesi NATO, come conseguenza politica del presunto incidente nucleare.
Sventato il pericolo proprio all'ultimo istante, 007 torna in India dove, con l'aiuto dell'esercito di donne di Octopussy, dà l'assalto al palazzo di Kamal che affronterà ed eliminerà in un ultimo duello sull'aereo di questi, salvando inoltre Octopussy e ottenendo da lei la giusta "ricompensa".

## Produzione
Tratto da due brevi racconti di Ian Fleming: Octopussy e Di proprietà di una signora, usciti postumi nel 1966. Octopussy incassò 187 milioni di dollari contro i 160 di Mai dire mai con Sean Connery, film apocrifo uscito a sei mesi di distanza.
James Brolin, oggi marito di Barbra Streisand, sostenne un provino per la parte; Roger Moore accettò però di reinterpretare Bond all'ultimo momento, quando si sparse la notizia che Sean Connery stava ritornando a interpretare in concorrenza 007.

## Colonna sonora
- La title track, All Time High, di John Barry (parole di Tim Rice), è cantata da Rita Coolidge e, per la seconda volta nella serie, non corrisponde al titolo del film.

## Citazioni e riferimenti
La scena in cui Gobinda frantuma con le proprie mani dei dadi da gioco ricorda molto quella in cui Oddjob schiaccia nel suo pugno una pallina da golf nel film Agente 007 - Missione Goldfinger.